# Post Office Rifles Cemetery
Le Post Office Rifles Cemetery est un cimetière de la Première Guerre mondiale situé à Festubert dans le département français du Pas-de-Calais.

## Sépultures
| Pays        | Sépultures |
| ----------- | ---------- |
| Royaume-Uni | 398        |
| Canada      | 1          |
| Inde        | 1          |
| Total       | 400        |

## Pour approfondir